# ORF-Enterprise

Logo von ORF-Enterprise

Die ORF-Enterprise GmbH & Co KG vermarktet als 100-prozentige Tochterfirma des österreichischen Rundfunks exklusiv die Werbezeiten und -angebote aller Medien und Marken des Österreichischen Rundfunks (ORF). Dazu zählen zwei nationale TV-Vollprogramme (ORF 1, ORF 2, ORF III, ORF Sport+), drei nationale und neun regionale Radioprogramme (Ö1, Ö3, FM4, Österreich-Regional Ö2), sowie die erfolgreichste Internetplattform des Landes mit 28 Channels mit thematisch unterschiedlichen Schwerpunkten. Seit November 2013 vermarktet die ORF-Enterprise auch die ORF TVthek.

## Kennzahlen
Die von der ORF-Enterprise GmbH & Co KG erwirtschafteten Werbeerlöse stellen über 20 % Prozent der Einnahmen des öffentlich-rechtlichen ORF dar. Diese kommen der budgetären Ausstattung der ORF-Programme zugute und dienen damit der Qualitätssicherung des Medienunternehmens. Die ORF-Enterprise GmbH & Co KG beschäftigt aktuell rund 100 Mitarbeiter.

## Weitere Unternehmensinhalte

### Internationaler Contentvertrieb
Die ORF-Enterprise lizenziert TV-Programme sowie Ausschnitte (Footage) und Archivmaterial des ORF sowie von unabhängigen Produzenten und ist für dessen Vertrieb auf nationaler sowie internationaler Ebene zuständig. Österreichische TV-Formate, unter anderem Dokumentationen wie die international erfolgreiche und preisgekrönte Dokureihe Universum, Serien wie Schnell ermittelt, Vier Frauen und ein Todesfall, SOKO Kitzbühel und Kindersendungen wie der Forscherexpress von Thomas Brezina als auch klassische Musikproduktionen, werden weltweit an TV-Sender, Produzenten, DVD-Händler oder Video-on-Demand-Plattformen verkauft.

### Licensing & Merchandising
Die erfolgreichsten Marken des ORF können durch Lizenzen erworben werden. Verlage und Unternehmen publizierten so unter anderem das Kinderkochbuch aus der okidoki-Serie „Schmatzo“, das Seitenblicke Magazin, diverse Steuer-Ratgeber, das ORF Korrespondentenbuch „Mit eigenen Augen“, das Buch "Kochchampion" sowie die Ö3 Greatest Hits CDs.

### ORF-Enterprise Musikverlag
Dem ORF-Enterprise Musikverlag obliegt die weltweite Vervielfältigung und Verbreitung (Verwertung) von musikalischen Werken, die im Auftrag des ORF entstehen. TV-Musik, Signations, Soundflächen, Rock/Pop, Chillout/Lounge, echte Volksmusik bis hin zu Klavier- und Orchesterwerken findet sich im Repertoire des Verlags. Die Verwertungsgesellschaften verantworten die Ausschüttung der Tantiemen. Seit Bestehen des ORF Musikverlages ist der Anteil an österreichischer Musik im Fernsehen stark gestiegen.

### Kreativförderung
Zur Förderung der heimischen Kreativität etablierte die ORF-Enterprise eigene Wettbewerbe. Dazu gehört der Publikumspreis ORF-Onward für die beste Onlinewerbung, der Top-Spot für den besten TV-Spot sowie der ORf-Werbehahn für die besten nationalen Radiospots. Die ORF Enterprise kooperiert auf internationaler Ebene und ist offizieller Repräsentant des Cannes Lions International Festival of Creativity. In diesem Rahmen richtet die ORF-Enterprise jedes Jahr den Young Lions Wettbewerb für junge Kreative in Österreich aus.

## Schwestergesellschaft
Die ORF Promotion & Programmservice GmbH & Co KG (ORF-P) ist die Schwestergesellschaft der ORF-Enterprise GmbH & Co KG und eine Tochterfirma der ORF-Enterprise GmbH. Sie ist zuständig für das ORF-Gehörlosenservice. Die Untertitelung für rund 500.000 Gehörlose und stark Schwerhörige Österreichs ist eine der wichtigsten Aufgaben denen der ORF nachkommt. Mit einer Untertitelungsquote von mehr als 60 % liegen ORF 1 und ORF 2 gegenwärtig im Spitzenfeld privater und öffentlich-rechtlicher europäischer Rundfunkanstalten. Seit 2013 steigert der ORF sein barrierefrei ausgestrahltes Programm für gehörlose und hörbehinderte Menschen kontinuierlich weiter. Die qualitative Stabilisierung der Untertitelungsquote ist als Ziel für das Jahr 2014 definiert. Mit der Erhöhung der Untertitelungsquote kann zugleich auch die Barrierefreiheit auf der ORF-TVthek sowie andere Online-Plattformen ausgebaut werden.
Weiters ist die ORF-P für den technischen und administrativen Betrieb der TVthek verantwortlich.

## Beteiligungen
2014 beteiligten sich die ORF-Tochtergesellschaften ORF-Enterprise und ORS comm mit 25,1 Prozent am österreichischen Start-up Flimmit, dem Video-on-Demand-Spezialisten für österreichischen, deutschsprachigen und europäischen Film. Flimmit wurde 2007 von Karin Haager, Walter Huber und Uli Müller-Uri gegründet und seither konsequent zum Anbieter für Medieninhalte im Internet aus Österreich ausgebaut.